# Beata Kozikowska
Beata Kozikowska właściwie Beata Kozikowska-Siudy (ur. 5 sierpnia 1971 w Bielsku-Białej) – polska aktorka telewizyjna i teatralna.
W 1995 ukończyła studia na PWST w Krakowie i w tym samym roku zadebiutowała w roli Iriny w Trzech Siostrach Antoniego Czechowa na scenie Teatru Wybrzeże w Gdańsku. Poza tym występowała w Teatrze Rozmaitości w Warszawie (1995), w Teatrze Polskim w Warszawie (1995) i w Teatrze Narodowym w Warszawie (1999).

## Filmografia
- 2009: Pierwsza Miłość jako Jolanta Kasperczyk
- 2008: Teraz albo nigdy! jako zakonnica (gościnnie)
- 2008: BrzydUla jako Beata Wilde (gościnnie)
- 2007: Falstart jako żona
- 2006: Pod powierzchnią jako Iza
- 2006: Sztuka masażu jako Irma
- 2005: Zakręcone jako kobiecy głos (Gościnnie)
- 2002: Chopin. Pragnienie miłości
- 2002: Tytus, Romek i A’Tomek wśród złodziei marzeń jako Mysiula
- 2000: Lokatorzy jako Ania (gościnnie)
- 2000: Szczęśliwy człowiek
- 1999: Klan jako pielęgniarka
- 1993: Lista Schindlera jako dziewczyna z aparatem fotograficznym[1]

## Teatr
- 1995: Pentesilea jako Amazonka, Dziewczynka (reż. Henryk Baranowski)
- 1995: Trzy Siostry jako Irina (reż. Krzysztof Babicki), Teatr Wybrzeże w Gdańsku
- 1995: Peepshow jako dziewczyna z budki (reż. Henryk Baranowski), Teatr Rozmaitości w Warszawie
- 1995: Solaris jako Harey (reż. Stefan Szlachtycz), Teatr Polski w Szczecinie
- 1996: Chłopcy Zuzia (reż. Barbara Zdort-Sass), Teatr Wybrzeże w Gdańsku
- 1999: Wybrałem Dziś Zaduszne Święto jako Frejtażanka (reż. Janusz Wiśniewski), Teatr Narodowy w Warszawie